# المطبعة السلطانية
المطبعة السلطانية في زِنْجِبَار من أقدم المطابع في الشرق الإفريقي، إن لم تكن الأولى على الإطلاق، أنشأها السلطان برغش بن سعيد بن سلطان بزنجبار سنة 1297هـ/ 1880م، وأشرف عليها حمد الذهلي، واستمرت تحت إشراف الحكومات المتعاقبة حتى أتى عليها الانقلاب الشيوعي الاستعماري سنة 1964 فدمّرها.